# 玺符制

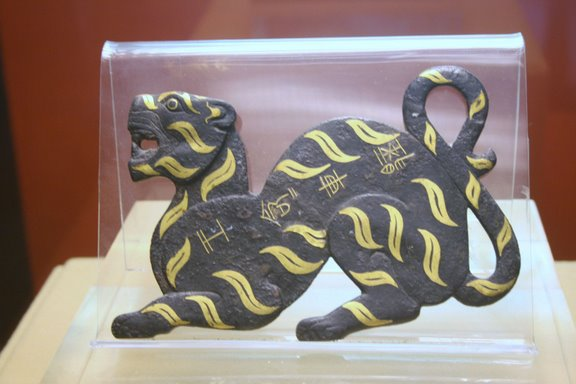
广州南越文王墓出土的南越国时期的错金铜虎节

玺符制，是中国古代的行政命令凭证。

## 历史
符牌起源于夏商时期玉制礼器“牙璋”，后经过衍生发展，又称“符节”、“符牌”、“牌符”等。春秋战国时期，牙璋逐步发展成为兵符而使用，君王任命官吏用玺作为凭证，免职时“夺玺”。调兵用虎符，国王掌右符，将领握左符，得不到右符不得发兵。国王有效的控制了行政、军事权力。秦始皇统一中国后，吸取嫪毐伪造玉玺谋反的教训，决定制作一套国玺，并由自己亲自执掌佩带铃盖，以避免类似事件发生。他规定天子之印独称“玺”，群臣官印及百姓印章只能称“印”。